# Jesús Salgado Álvarez
Jesús Salgado Álvarez (Fradelo, 20 de noviembre de 1953) es un periodista y escritor español.

## Biografía
Licenciado en Ciencias de la Información por la Universidad Complutense. Doctor en Opinión Pública y Cultura de Masas. Fue corresponsal en Madrid de La Voz de Galicia, colaboró en Antena 3 Radio, fue corresponsal-delegado en Galicia de la agencia de noticias Colpisa y redactor jefe de la revista GAM. Fue responsable de Comunicación Transmediterránea y Publicidad durante 20 años. Fue Subdirector de UNEDISA y Director de Comunicación y Relaciones Institucionales de ISOLUX CORSAN. En las elecciones municipales de España de 2011 y 2015 lideró la candidatura del PSdeG-PSOE a la alcaldía de Viana del Bollo y fue elegido concejal. Dimitió como concejal en enero de 2017, renunciando también a cargos en el PSdeG-PSOE.

## Obras
- Viaxe a os pazos de Viana, 1993
- A Gallaecia do Bibei, 1994
- José García de Armesto. Capellán real Alfonso XIII. https://historia-hispanica.rah.es/biografias/18185-jose-cayetano-garcia-de-armesto
- Amancio Ortega, de cero a Zara, con Xabier R. Blanco, 2004.
- Riquísimos. Los secretos de cómo se han forjado las grandes fortunas españolas, 2008.
- El arte de la economía, 2009. Editor
- Emilio Botín, todo por la banca, 2010.
- Hasta que la herencia nos separe. Conflictos, pasiones y "vendettas": los Ruiz-Mateos, Llongueras, Thyssen, Entrecanales y otras fortunas familiares de España, 2012.
- Bailaron, el médico y el político, 2013.
- Nicanor Yáñez, a pulso, 2016.
- Pablo Isla, en el corazón de Zara, 2017.
- De Zara al cielo, 2023.
- Viana, en sus escudos, 2024

## Reconocimientos
- Premio Identidade Galega en 1986.
- Premio Madrigallego de Oro -apartado comunicación- en 2006